# (1190) Pélagie
(1190) Pélagie (désignation internationale (1190) Pelagia) est un astéroïde de la ceinture principale découvert le 20 septembre 1930 par l'astronome russe Grigori Néouïmine.

## Nom
L'astéroïde est nommé d'après l'astronome russe Pelagueïa Shajn, dont le prénom correspond en français à « Pélagie ».

## Historique
L'astéroïde a été découvert par l'astronome russe Grigori Néouïmine le 20 septembre 1930 à Simeis (094). Sa désignation provisoire était alors 1930 SL.

## Caractéristiques
Sa distance minimale d'intersection de l'orbite terrestre est de 1,126 700 ua.